# 同步替换

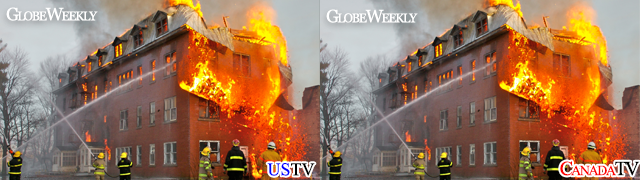
“同步替换”演示画面。假设由美国的USTV制作的节目《GlobeWeekly》同步通过加拿大的CanadaTV在加拿大境内播出时，那么加拿大观众透过CanadaTV收看到的节目画面右下角的台标已由CanadaTV替换原版的USTV。

同步替换（英語：Simultaneous Substitution），也被称为“同替（Simsubbing）”或“信号替换（Signal Substitution）”， 是加拿大广播电视及通讯委员会强制实施的一种做法，它要求加拿大的广播发行机构（英語：Broadcast Distribution Undertakings）在播出相同节目的时候，必须用本地方或本地区的无线电视台信号替换非本国或非本地的电视台信号。这里主要指的是要替换来自美国商业电视网附属电视台的信号，例如：ABC电视网、NBC电视网、CBS电视网和FOX电视网等。
加拿大广播电视及通讯委员会在1972年首次引入这项政策，而在当时这项做法被误读为“同步广播”。和“同步替换”这个名词相比，“同步广播”里缺少广播信号被替换的含义。 加拿大广播电视及通讯委员会认为对于“保护广播公司的权利，使电视台能够获得足够的广告收入并在加拿大市场上保持广告收入”是必要的。 加拿大的电视网对每一个广播信号都进行了逐个替换，这导致了大众对其滥用规则的批评以及指责其懈于投入资金以提高“加拿大内容”。
公众对于“同步替换”政策的最大争议之处，在于转播美国国家美式橄榄球联盟冠军赛“超级碗”时是否应该替换掉赛事间隔时所插播的美国广告。2015年，加拿大广播电视及通讯委员会制订了一项政策，以超级碗中的美国广告为整个赛事内容的一部分为由，禁止加拿大的电视发行机构在转播的时候用加拿大广告来替换那些美国广告；这个政策将于2017年的第五十一届超级碗赛事转播时实施，该项赛事在加拿大的转播商CTV电视网的所有者贝尔传媒批评，这项政策专门针对某个特定节目而制订，这不仅违反了《1991年广播法案》，同时也贬低了加拿大广播电视及通讯委员会对加拿大电视产业的监管权力。随后，贝尔传媒就此政策起诉至加拿大最高法院。加拿大最高法院于2019年12月19日作出有利于贝尔传媒的裁决，推翻了加拿大广播电视及通讯委员会的政策。

## 历史原因
1950年代，加拿大广播公司已经基本垄断了加拿大境内的广播业务。而加拿大广播公司所属的第一家电视台CBFT-DT也已经在1952年于蒙特利尔开始播送节目。1960年，加拿大广播电视及通讯委员会的前身广播管理委员会开始通过向商业电视台发放广播许可证的方法来促使商业广播的发展，以便让民众拥有除加拿大广播公司之外的其他替代广播可以选择。这些广播公司大多在1961年开始运营，它们通过国际发行代理商获得了不少美国节目在加拿大境内的广播权。
由于30%的加拿大公民绝大部分居住在美加边界附近，可以通过无线的形式接收来自加拿大或美国电视台站的信号，因此可以自由选择加拿大或美国的电视网来收看美国电视节目。 这些加拿大人中的大部分选择了观看美国的电视网（例如：ABC电视网、NBC电视网和CBS电视网），而不是选择加拿大的电视网。因此，加拿大的电视网为了吸引观众和广告商，开始选择在美国的电视网播出同个节目之前抢先播出；而一些加拿大的厂商也开始选择在美国的电视网投放广告，因为这些广告最终也可以在加拿大境内被收看且效果更佳。虽然，加拿大联邦政府试图通过限制抵税的政策来扭转局面，但反响一般。
在美国边境的小城里，美国的电视网也投资修建了不少电视台站。这里本来是美国境内规模极小的收视市场，因此美国的电视网在这里修建电视台站是公开针对加拿大境内几个大城市的收视市场。例如，位于纽约州水牛城的电视台站，其信号就可以覆盖到加拿大境内的多伦多及金马蹄地区。而更极端的案例则是在北达科他州彭比纳的KCND电视台，它所在的收视市场是个人数不满千人的小集镇，但它的实际收入则是来自它跨境所覆盖的加拿大城市温尼伯。
1970年初，当有线电视开始在加拿大普及的时候，一些原本因为居住地远离美加边界而无法获得美国电视服务的加拿大人也开始享受到了这些服务。1972年，加拿大广播电视及通讯委员会为了回应加拿大广播业者的压力，宣布开始执行“同步替换”政策，以规避加拿大境内电视网在获得美国电视节目的独家广播权之后权益下降的现实。 由于这些政策的实施，很多美国境内的电视网已经在实际上开始失去加拿大的收视市场，因此不少电视台开始迁入加拿大境内。例如前文提及的KCND电视台就搬迁至温尼伯并获得了加拿大的广播许可，现已改名为CKND数字电视台。而到了1990年代，随着直接广播卫星电视业务开始普及，卫星电视运营商为了获得加拿大境内的许可证，也开始遵守“同步替换”政策。
1990年代末到2000年代初，“同步替换”政策彻底覆盖了加拿大境内所有类型的电视服务商。在加拿大境内的和美国的电视网播放同个节目时，已经能确保绝大部分的美国信号被加拿大信号所替换。

## 执行效果
私有化的加拿大各大电视网为了维持自身的广告收益，因而提出的“同步替换”需求非常多，这对整个行业造成了各种影响。例如，这些加拿大的电视网经常在联播节目编排时，因为信号替换不及时，导致部分节目内容丢失。

### 节目编排
加拿大的私人电视网（例如：CTV电视网、环球电视网、CTV 2、城市电视网等）的节目内容严重依靠美国的电视节目内容，因此其联播节目时间表的编排往往取决于这些美国节目内容所对应的美国电视网的节目安排。 如果美国的电视网决定将某档节目移至新的时间档播出，那么加拿大拥有这档节目广播权的电视网为了保护自己的同步替换权也将不得不同时跟随将节目移至相对应的新时间档。
许多美国的电视网都会在黄金时段播出它们最受欢迎的节目内容，这就意味着，如果加拿大的电视网要充分发挥同步替换的效果，那么加拿大的私人电视网往往不愿意也没有办法在黄金时段播出自己的原创节目内容。最终结果就是加拿大内容的节目编排往往是次要问题，经常用于填补美国节目之外的时间空档。这个问题已经超出了有关台本娱乐节目的讨论，加拿大的三个主要电视网都曾因为类似的实践导致批评。在这些事件里，加拿大的电视网似乎认为现场直播的本国新闻节目或重大文化颁奖典礼不比美国的真人秀节目要重要。
- 2003年，环球电视网将原本计划在其位于多伦多的旗舰台CIII电视台（英语：CIII-DT）（41频道）直播的2003年安大略省大选报道转移到位于安大略省哈密尔顿的姊妹频道CHCH电视台（英语：CHCH-DT）（11频道）播出，以保障对《幸存者：珍珠岛（英语：Survivor: Pearl Islands）》的同步替换权；同年同电视网的CKND电视台也选择了对2003年曼尼托巴省大选（英语：2003 Manitoba general election）忽视，而是继续播出既定的黄金时段节目。
- 2006年，CBC电视网宣布其主要联播新闻节目《全国（英语：The National (TV program)）》将会每周有一晚从黄金时段延后到深夜时段播出，以空出时段来直播一个音乐竞赛节目《唯一之选：音乐造星计划（英语：The One: Making a Music Star）》。
- 2007年，CTV电视网将原本计划直播的2007年朱诺奖（英语：Juno Awards of 2007）颁奖典礼改为延后录播，以保障其对《极速前进》节目的同步替换权。

从2008年开始，CTV环球传媒（现贝尔传媒）成为加拿大境内既拥有加拿大加式橄榄球联赛（CFL）转播权，又拥有美国全国美式橄榄球联赛（NFL）季后赛转播权的广播媒体。由于两项赛事都在周日下午举行，为了确保自身转播利益，CTV环球传媒通常会将NFL赛事放在自己的地面电视频道转播，以获取更大的收视观众人数；但却将CFL赛事（甚至包括总决赛格雷杯）放在有线电视频道体育电视网中转播。这导致了加拿大观众第一次未能通过无线电视收看到该赛事。虽然这个举动是为了确保获得NFL赛事的转播权，但这对CFL赛事则是完全没有必要的。因为自从2005年开始，NFL赛事在美国境内只能通过有线电视频道收看。

### 节目丢失
有时加拿大广播公司会要求进行大量的节目同步替换，因而会有时导致部分节目内容丢失。发生节目内容丢失的原因有很多，例如：加拿大本地的有线电视服务商选择了错误的替换时间或替换了错误的信号；加拿大境内的广播公司在请求有线电视服务商替换信号的是给了错误的节目编排；美国境内的广播公司在最后一刻对节目表进行了临时调整；亦或者恶劣的天气条件会影响加拿大本地电视信号的传送。此外，当加拿大境内的同步替换节目因为本地重大事件而要中断播出并插播突发新闻的时候，美国的同档节目并不会因此中断播出。
随着美国的广播公司开始采取将本小时档播出的节目延长播出1到2分钟，好缩短与下一小时档节目的间隔期，进而避免观众流失。 如果加拿大的广播公司不能适应这个变化，那么的节目内容丢失是不可避免的。由于加拿大电视台和美国电视台在节目内容上的细微差别，导致加拿大的观众在收看加拿大广播公司的同步替换节目之前会选择收看美国广播公司的原版节目，于是节目又回到了开始。这对于美国的电视观众来说不是问题，但却可能导致加拿大观众错过某些关键内容。

### 画质差异
随着电视技术的发展，现在对高清电视画质的节目也要求同步替换。尽管这只适用于本地有线电视服务商所提供的当地电视台站拥有提供高清画质信号的前提。由于加拿大在2011年才开始进行数字电视转型，因此目前加拿大境内的许多广播公司仅仅完成了位于主要大城市的画质信号提升，而在加拿大的广大农村地区是无法实际执行高清电视信号的同步替换的。
尽管根据加拿大广播电视及通讯委员会的政策，当加拿大境内电视网所提供的信号画质不能等于或优于美国的电视网所提供的信号时，那么就不能执行“同步替换”。但在实际执行时，加拿大的广播业者为了保护自己的广告利益，常常会以劣于美国电视网的画质信号进行同步替换。当然，如有这种情况，观众可以向加拿大广播电视及通讯委员会投诉。而加拿大广播电视及通讯委员会会就这个问题请相关的加拿大的广播公司与节目内容发行商进行探讨。

### 台标覆盖
在同步替换的时候还会出现台标错误的问题。如果原电视节目（特别是直播类节目）没有提供无台标版信号时，那么加拿大的广播公司在同步替换时会发生台标放置位置错误或干脆没有添加自己的台标。CTV和CTV2会采用不透明台标覆盖原台标的方式来进行同步替换。例如它们在分别转播《观点》和《今夜秀》就会如此，但在出过几次错误之后，它们就停止了这个做法。

## 实际施行
“同步替换”的政策及相关法规的执行力度及缺乏执行，以及法律上的例外情况或简单状况，这些都会导致加拿大境内的有线电视或卫星电视订户观看到未经“同步替换”的原版美国电视网节目。按照加拿大的法律规定，订户少于2000户的有线电视服务上可以不提供同步替换。 大多伦多地区的许多观众可以通过免费电视频道接收的方式通过位于美国境内的水牛城、纽约市的电视台站收看美国的电视频道；也可以通过有线电视收看由水牛城、西雅图、华盛顿等地电视台站所提供的高清版美国电视频道。同样的，居住在大温哥华的观众也可以接收到由密歇根州底特律市或华盛顿州西雅图等地提供的高清美国电视信号。但是，高清电视也要接受同步替换。特别是随着加拿大数字电视转型的推进，这种替代的案例已经越来越多。

### 渠道间差异
就电视服务提供商而言，根据公司的不同，提供同步替换的方式也有所不同。特别是卫星电视服务提供，由于它们是在全国范围内作业；而不像是有线电视服务提供商，后者主要是在区域范围内提供服务。
- 萧氏直播卫星（英语：Shaw Direct）根据订户所在地的邮政编码来决定是否调用同步替换技术，并由订户的接收器固件来实施。此方法仅在法律规定要实施同步替换的区域内施行。但是从2012年2月开始，萧氏直播卫星开始为环球电视网高清频道（256频道）的订户实施全面的同步替换，这会影响到ABC电视网东部高清频道（WXYZ-TV）、CBS电视网东部高清频道（WWJ-TV）、NCB电视网东部高清频道（WDIV-TV）和FOX电视网东部高清频道（WUHF）。据推测，萧氏直播卫星之所以这样做的原因是由于萧氏通讯在2010年收购了环球电视网。最初，萧氏直播卫星是不为任何频道提供同步替换服务的，但后来为城市电视网开了先例。但迄今为止，萧氏直播卫星仍然不会为其主要竞争对手CTV电视网提供同步替换服务。

- 贝尔电视（英语：Bell TV）则是统一为全加拿大境内的有线电视订户提供同步替换，该技术是通过其上行链路中心来实现的。除了服务自己旗下的电视频道之外，贝尔电视也为其他电视公司的电视频道提供同样的服务。通过此技术的应用，贝尔电视可以统一为某个特定频道实施同步替换，而不管订户此时处于何地和订户订阅了什么节目。但是值得注意的是，贝尔电视会调用其姊妹公司贝尔传媒旗下联播网（例如体育电视网（英语：The Sports Network））的网络编程节目来实行无差别同步替换。这一举措因为遭到了加拿大广播电视及通讯委员会的反对而取消。

- 罗杰斯有线（英语：Rogers Cable）也会在其所有体育网播出节目时，对有播出相同节目的美国电视频道实施同步替换。例如在2013年世界大赛期间，罗杰斯有线就用福斯电视网的信号替换掉了MLB国际频道（英语：MLB International）。此后，罗杰斯有线又恢复了MLB国际频道的信号。相信此事与体育网电视名人巴克·马丁尼兹（英语：Buck Martinez）有关，因为他当时正在体育网解说多伦多蓝鸟的相关赛事。

## 其他案例
尽管同步替换最初实施的缘由是来替换那些非加拿大国内的电视信号，但是现在加拿大境内某些地区内，本地区的电视台也会用这个方法来替代非本地区但同属加拿大国内电视台的信号。例如在蒙特利尔，尽管CJOH-DT（13频道）与CFCF-DT（12频道）同属CTV电视网，但总部位于渥太华的CJOH-DT信号还是会被本地的CFCF-DT所替代。另外的案例还有纽芬兰与拉布拉多省的贝尔勇士光纤电视订户在收看环球电视网下属的哈利法克斯频道、多伦多频道和温哥华频道时，会发现信号被纽芬兰电视台所替代；而海事光纤电视（Maritime Fibe）的订户却会发现他们的纽芬兰电视台信号会被环球电视网旗下的哈利法克斯频道或新不伦瑞克频道替代。
同样的案例也发生在加拿大的法语频道电视台内。从1970年代直至1990年代中期，TVA电视网位于蒙特利尔的旗舰频道CFTM-DT（10频道）在蒙特利尔地区一直用自己的信号替换同为一家电视网但总部却位于舍布鲁克的姊妹频道CHLT-DT的信号。直至1995年，的信号才能在蒙特利尔地区被正常接收。